# Riera de Vallvidrera
La riera de Vallvidrera, coneguda popularment a Molins de Rei com la Rierada, és un afluent pel marge esquerre del riu Llobregat i únic curs d'aigua quasi permanent de la serra de Collserola.
Neix sota els turons de Can Pasqual (470 m) i de Castellví (468 m), amb un recorregut de nord-est–sud-oest. Passa pel nucli vell de Vallvidrera (a prop de l'església de Santa Maria de Vallvidrera), per les Planes, la Floresta, la Rierada, per sota de Sant Bartomeu de la Quadra i Molins de Rei, per finalment desguassar al Llobregat (18 m). La riera manté un entorn natural de bosc de ribera, amb una frondosa vegetació.
La seva conca té una superfície de 25,2 km2 i la seva part central, pel seu destacat valor ecològic, comprèn, des de 2010, la reserva natural parcial La Rierada–Can Balasc. Aquest indret i l'entorn de la font Groga, són les úniques zones de Collserola qualificades de reserva natural.
Antigament, quan la riera s'assecava o hi baixava poca aigua, la seva llera era usada com a drecera per anar a Sarrià des del camí del Papiol a Barcelona.
Entre els anys 2008 i 2011 es van dur a terme accions que van aconseguir erradicar de la riba de la riera de Vallvidrera la canya invasora Arundo donax, que en episodis d'avinguda s'acumulava en grans quantitats a la llera de la riera i arribava a impedir el pas de l'aigua que hi baixava.

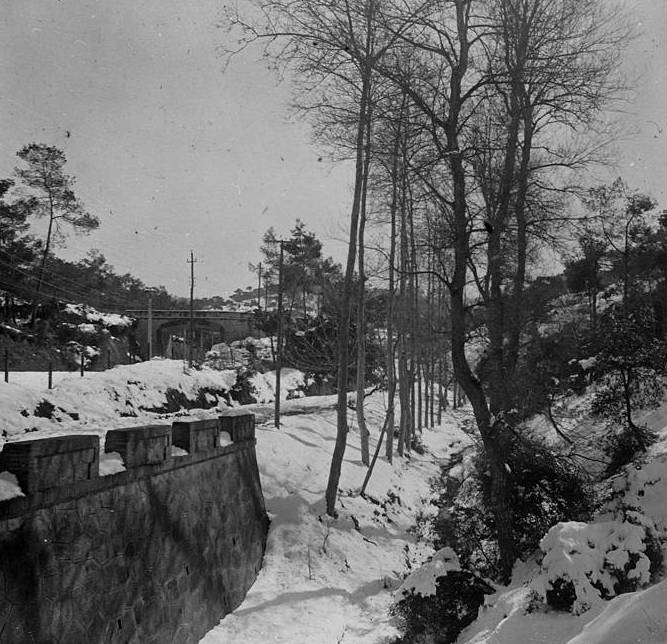
Vista de la riera sota els efectes de la nevada del 27 de febrer de 1924.

## Afluents
- Sot de la Cua del Bacallà (pantà de Vallvidrera).
- Torrent de la Budellera (per la dreta).
- Torrent d'en Castellví, torrent de les Tres Serres (per l'esquerra).
- Torrent de les Mines (per la dreta).
- Torrent del Xai (per l'esquerra).
- Torrent del Llop, torrent de la Rierada, torrent del Secataire, torrent de l'Amigonet (per la dreta).
- Riera de Sant Bartomeu (per l'esquerra).

## Pantans i rescloses
- Pantà de Vallvidrera
- Resclosa de Salt